# Alcachofra
Uma alcachofra (nome científico Cynara cardunculus subsp. scolymus, anteriormente designada por Cynara scolymus) é uma planta com até um metro de altura, da família das compostas, de caules estriados, folhas penatífidas e grandes capítulos florais.

## Etimologia
O nome "alcachofra" provém do árabe Andaluz al aršúf[a],  e este do árabe uršūf[ah] (que significa "planta espinhosa"). O termo foi um préstamo à maioria das línguas europeias em inúmeras variantes, incluindo o inglês, o alemão, o sueco, o italiano, ou o húngaro. O nome cynara (κυνάρα) advém do grego: segundo uma lenda antiga, Cynara seria uma ninfa que rejeitou Zeus e que foi por ele transformada nessa planta.

## Características
É uma planta perene, com até 400 cm de envergadura, que volta a brotar anualmente. Suas folhas têm cor verde-claro cobertas de uma penugem branca que lhes dá uma aparência pálida.
Possui capítulo floral, e pertence ao grupo das angiospermas.
Dá uma inflorescência comestível, produto muito apreciado quando ainda na fase inicial e razão de seu cultivo comercial. Ao se transformar em flor aberta endurecem as brácteas e não podem mais ser aproveitadas para consumo.
A alcachofra tem como valor nutritivo a vitamina C e sais minerais (ácido fólico, magnésio e potássio).
No cotidiano urbano, ela pode ser encontrada em feiras, como uma inflorescência muito jovem, ainda sem pétalas. Nessa fase, sua parte comestível corresponde às brácteas, folhas modificadas que protegem a inflorescência.

## Habitat
São procedentes da região sul do mar Mediterrâneo, mais provavelmente do Magrebe, na África. A alcachofra é um parente muito próximo do cardo comum, do qual procede, tendo sido aprimorado para consumo humano por muitos anos de cultivo.
Existem indícios da planta em estado natural na Tunísia. Os antigos egípcios a conheciam, assim como os gregos, que introduziram o cultivo na Sicília e na Magna Grécia.
No Brasil, mais de 90% do cultivo de alcachofra são produzidos nos municípios paulistas de Piedade e São Roque. 

## Produção mundial
| País                                     | Produção em 2018 (toneladas anuais) |
| ---------------------------------------- | ----------------------------------- |
| Itália                                   | 389.813                             |
| Egito                                    | 323.866                             |
| Espanha                                  | 208.463                             |
| Peru                                     | 154.552                             |
| Argélia                                  | 124.659                             |
| Argentina                                | 110.657                             |
| China                                    | 90.397                              |
| França                                   | 47.190                              |
| Estados Unidos                           | 45.382                              |
| Marrocos                                 | 44.591                              |
| Fonte: Food and Agriculture Organization |                                     |